# Highland Haven
Highland Haven is een plaats (city) in de Amerikaanse staat Texas, en valt bestuurlijk gezien onder Burnet County.

## Demografie
Bij de volkstelling in 2000 werd het aantal inwoners vastgesteld op 450.
In 2006 is het aantal inwoners door het United States Census Bureau geschat op 515, een stijging van 65 (14.4%).

## Geografie
Volgens het United States Census Bureau beslaat de plaats een oppervlakte van
1,4 km², waarvan 1,1 km² land en 0,3 km² water.

## Plaatsen in de nabije omgeving
De onderstaande figuur toont nabijgelegen plaatsen in een straal van 12 km rond Highland Haven.